# Alveopora verrilliana
Alveopora verrilliana är en korallart som beskrevs av James Dwight Dana 1872. Alveopora verrilliana ingår i släktet Alveopora och familjen Poritidae. IUCN kategoriserar arten globalt som sårbar. Inga underarter finns listade i Catalogue of Life.